# ثنائيات الأسنان الأمامية
ثنائيات الأسنان الأمامية أو ذوات الثنيتين السفليتين (الاسم العلمي: Diprotodontia)، هي رتبة كبيرة من الثدييات الجرابية، تضم نحو 120 نوعًا، من بينها حيوانات الكنغر، الولب، البوسوم، الكوالا، والومبت—وهو جرابي أسترالي يُشبه الدب في شكله.
يرجع أصل التسمية إلى اللغة اليونانية، حيث تعني di «اثنتان»، وproto «أماميتان»، وodont «الأسنان»، في إشارة إلى وجود زوج من الأسنان الأمامية السفلية البارزة، وهي سمة مميزة لأفراد هذه الرتبة.
تضم الرتبة أيضًا أنواعًا منقرضة بارزة، من بينها نوع هائل الحجم من ذوات الثنيتين السفليتين كان يُضاهي حجم وحيد القرن، بالإضافة إلى ثيلاكوليو، والمعروف باسم «الأسد الجرابي»، وهو أحد أبرز الحيوانات المفترسة المنقرضة في القارة الأسترالية.

## الخصائص
جميع الأنواع الحية من رتبة ذوات الثنيتين السفليتين تتبع نظامًا غذائيًا نباتيًا، وكذلك كان حال معظم الأنواع المنقرضة منها. وتوجد استثناءات قليلة تمثلت في أنواع تتغذى على الحشرات أو تتبع نظامًا غذائيًا متنوعًا يجمع بين النبات والحيوان، ويُعتقد أن هذه التكيفات ظهرت في مراحل متأخرة نسبيًا ضمن تاريخ تطورها، كتفرعات حديثة عن النمط العاشب السائد. وتُعد الأسود الجرابية—وهي فصيلة منقرضة من اللواحم الجرابية—المجموعة الوحيدة المعروفة داخل الرتبة التي تطورت لتكون لاحمة متخصصة على نطاق واسع.
يقتصر وجود ذوات الثنيتين السفليتين على قارة أستراليا، ويُعود أقدم سجل أحفوري موثق لها إلى أواخر عصر الأوليغوسين. غير أن أصول هذه الرتبة يُحتمل أن تعود إلى حقبة أقدم من ذلك، لا سيما في ظل وجود فجوة كبيرة في السجل الأحفوري الأسترالي، وغياب شبه تام للسجل الأحفوري المرتبط بتاريخ بابوا غينيا الجديدة. وتشير وفرة الأنواع المعروفة من هذا العصر إلى أن تنوع الرتبة وتفرعها كان قد بدأ قبل ذلك بفترة زمنية طويلة.
شهدت الأنواع الأكبر حجمًا من ذوات الثنيتين السفليتين—إلى جانب العديد من الحيوانات الضخمة الأسترالية الأخرى—انقراضًا واسع النطاق بالتزامن مع وصول الإنسان إلى أستراليا قبل نحو 50,000 عام. ويُرجّح أن يكون هذا الانقراض قد نتج إما عن الصيد الجائر أو عن التحولات البيئية الناتجة عن الأنشطة البشرية، ولا سيما الاستخدام الواسع للنار في إدارة البيئة الطبيعية.
تتميّز هذه الرتبة بخصيصتين تشريحيّتين أساسيتين تُميزانها عن غيرها من الثدييات الجرابية:
- الثنيتان السفليتان: وهي سمة تشريحية تُشير إلى وجود زوج من القواطع الأمامية الكبيرة في الفك السفلي، وتكون مسطحة في الغالب. وهي خاصية شائعة لدى الثدييات البدائية. وعادة ما يكون الفك السفلي قصيرًا، وتحتوي الفكوك العلوية على ثلاث أزواج من القواطع، باستثناء الومبت الذي يمتلك زوجًا واحدًا فقط، مع غيابٍ تام للأنياب السفلية.

- التحام الأصابع: حيث تلتحم السلاميات الثانية والثالثة من أصابع القدم عند القاعدة، في حين تبقى المخالب منفصلة وظاهرة. وغالبًا ما يغيب الإصبع الخامس، بينما يُصبح الإصبع الرابع أكبر حجمًا بشكل ملحوظ.

ولا يُعتبر التحام الأصابع سمة شائعة على نطاق واسع، باستثناء بعض الجرابيات النهمة الأسترالية، ويُعتقد عمومًا أنه تكيف وظيفي يُساعد في التسلق. ومع ذلك، فإن عددًا من الأنواع الحديثة من ذوات الثنيتين السفليتين أصبحت أرضية بالكامل، وراحت تطور تكيفات خاصة في أقدامها تتماشى مع هذا النمط من الحياة. ويُشير هذا إلى وجود مسار تطوري معقد، حيث كانت بعض السلالات شجرية في الأصل، ثم انتقلت إلى العيش على الأرض، مكتسبة خصائص حركية شبيهة بالكنغر، قبل أن تعود لاحقًا إلى البيئة الشجرية، مطورة تكيفات جديدة مثل قِصر واتساع القدم الخلفية، بالإضافة إلى آليات جديدة للتسلق.

## السجل الحفري
تعود أقدم الحفريات المعروفة لرتبة ذوات الثنيتين السفليتين إلى أواخر عصر الأوليغوسين (نحو 28.4 إلى 23.03 مليون سنة مضت)، ويُعد النوع Hypsiprymnodon bartholomaii من أوائل ممثلي هذه الرتبة المعروفين خلال أوائل عصر الميوسين.

## التصنيف
حتى وقت قريب، كان هناك اثنان فقط من الرتيبات في ثنائيات الأسنان الأمامية: ومبتيات الشكل التي تشمل الومبت (حيوان أسترالي من ذوات الجراب يشبه الدب) والكوالا والفلنجريات التي تشمل جميع العائلات الأخرى. قُسِّم كيرش (Kirsch) وآخرون في عام 1997 الفصائل إلى ثلاث رتيبات. إضافةً إلى ذلك، قُسِّمت الفصائل الست للبوسوم إلى فصيلتين.
 رُتْبَة ثنائيات الأسنان الأمامية
- جنس †Brachalletes
- جنس †Koalemas
- جنس †Sthenomerus
- جنس †Nimbadon
- فصيلة †Maradidae
- فصيلة †الأسود الجرابية آكلة اللحوم (الأسود الجرابية)
- فصيلة †Palorchestidae
- فصيلة †Wynyardiidae
  - فصيلة †Ilariidae
  - فصيلة †Diprotodontidae
- رتيبة بوسوم
  - فصيلة Phalangeroidea
    - أسرة فلنجريات: brushtail حيوانات الأبوسوم cuscuses
    - أسرة Burramyidae: حيوانات الأبوسوم الأقزام

  - فصيلة Petauroidea
    - أسرة Tarsipedidae: عسل حيوان الأبوسوم
    - أسرة بتروسيات  [لغات أخرى]‏ (أبوسوم مخطط (striped possum)، والأبوسوم المهدد بالانقراض(Leadbeater's possum)، والأبوسوم الشجيري الويلي المنزلق (yellow-bellied glider)، والأبوسوم المنزلق الشجيري الصغير (sugar glider)، والأبوسوم المنزلق المهدد بالانقراض (mahogany glider)، والأبوسوم الليلي المنزلق (squirrel glider))
    - أسرة Pseudocheiridae: رينجتيل حيوانات الأبوسوم وحلفاؤها
    - أسرة Acrobatidae: (الأبوسوم المنزلق الأصغر بالعالم وصاحب ذيل ريشة طويل (feathertail glider) والأبوسوم صاحب الذيل الذي يشبه الريشة)
- رتيبة كنغريات الشكل
  - فصيلة الكناغر الجرذية المسكية
    - كنغر جرذي مسكي

  - فصيلة البوطورات
    - قبيلة البوطوراوية
      - بطونق
      - بوطور
      - كنغر جرذي أحمر
      - كنغر جرذي صحراوي

    - قبيلة البوطوراوية القديمة
      - بوطور قديم

  - فصيلة †البلباريات
    - أسرة †البلباراوات
      - †البلبار
      - †النامبار
      - †الغاناوامايا

  - فصيلة الكنغريات
    - ولب أرنبي مخطط
    - أسرة الكنغراوات
      - †الواتوت
      - †الكوراب
      - بديملون
      - كنغر (جنس)
      - ولب غينيا الجديدة
      - ولب المستنقعات
      - ولب مخلبي الذيل
      - كوكا (حيوان)
      - ولب الصخور
      - ولب أرنبي
      - كنغر شجري
      - ولب الغابات
- رتيبة ومبتيات الشكل
  - فصيلة الدببة الجرابية
    - الكوالا

  - فصيلة الومبتيات
    - جنس الومبت
    - جنس الومبت مشعر الخطم

† إشارة تعن أن الأصنوفة منقرضة.